# Helius papuanus
Helius papuanus är en tvåvingeart som beskrevs av Alexander 1934. Helius papuanus ingår i släktet Helius och familjen småharkrankar. Inga underarter finns listade i Catalogue of Life.